# Diplomaragna lysaya
Diplomaragna lysaya är en mångfotingart som beskrevs av Shear 1990. Diplomaragna lysaya ingår i släktet Diplomaragna och familjen Diplomaragnidae. Inga underarter finns listade i Catalogue of Life.